# 電信管理局 (澳門)
電信管理局（葡萄牙語：Direcção dos Serviços de Regulação de Telecomunicações）是澳門特別行政區政府監管電信業市場運作及維持公平營商環境和發展的局級政府部門，成立於2006年5月15日。電信管理局於2017年1月1日與郵政局合併，並成立郵電局。

## 歷史
電信管理局前身為電信暨資訊科技發展辦公室(GDTTI)，成立於2000年6月30日。在此之前，澳門電信業主要是由澳門郵電司所監管。由於當年澳門特別行政區開放流動電話市場，並引入兩間新的流動電話營運商，故有需要設立一專責部門以監管電信行業的營運以維持公平競爭的營商環境。該辦公室成立以來，澳門電信市場經歷了幾個重大發展，包括開放流動電話市場、引入寬頻上網服務、引入CDMA網絡作漫遊跨域通訊用途、以及於2006年末開放3G牌照競投等。
- 2000年，澳門特區政府開放另外兩張流動電話營運牌照給投資者競投，由和記電訊和數碼通獲得。
- 2004年，為了迎接於翌年舉辦的第四屆東亞運動會，電信辦再開放CDMA牌照，結果由中國聯通獲得經營權。發展初期將只提供漫遊跨域通訊服務，但有計劃將服務延伸至本地。
- 2006年，澳門的3G牌照競投，只有中國聯通以CDMA2000 1X EV-DO投牌，優先獲得一張牌照，澳門電訊的孵化中心想法是令其勝出原因之一。和記電訊是香港首個3G的營運商，在國際有豐富的經驗，故成功獲得牌照，政府可於2年內發出第4張牌照，制式為TD-SCDMA。另外，3G牌允許發展Wi-Fi，但現時難以取代固網寬頻。

正因為預計澳門未來電信業需求日益增加，故澳門特區政府於2006年4月10日在特區公報刊登《第5/2006號行政法規〈電信管理局的組織及運作〉》，宣布於2006年5月15日將原電信暨資訊科技發展辦公室升格為局級。
2006年10月1日開始，澳門固定電話以及流動電話的數位將會全面改為8位數，以迎合未來商業及個人對電信服務需求的急劇增加。政策將分別於固定電話號碼前（原6個數位）加上「28」，流動電話號碼（原7個數位）前加上「6」。該局並提供一緩衝期予市民適應，於改變初期新舊號碼將會相通，直至2007年3月1日。另外，商業直通內線則於2008年1月1日起全面增至8位數，並於原有號碼前加8。
2016年5月，郵政局局長劉惠明表示，郵政局和電信管理局將於本年合併，她本人希望能在2016年第三季完成。2016年12月9日，行政會完成討論《修改〈郵政局組織規章〉》行政法規草案，並於2016年12月19日在特區公報刊登《第29/2016號行政法規〈修改《郵政局組織規章》〉》，宣佈電信管理局與郵政局合併為「郵電局」，將於2017年1月1日生效。

## 職責
- 負責規管、監察及推動電信業，並確保電信業的公平競爭；
- 促使電信領域的國際公約、國際協定及其他國際性文書的適用，並代表該領域；
- 推動、參與並跟進電信及資訊科技範疇的區域及國際合作關係；
- 促進電信市場的競爭及健康發展；
- 確保電信服務使用者的權益；
- 監察其職責範圍內所適用的法例及規章的執行及遵守情況，包括依法查閱公用電信服務用戶數據庫；
- 確保電信經營者完全履行營業牌照或特許合同所訂定的義務；
- 就給予有關建立及經營電信網絡或提供電信服務的特許、牌照或許可，又或予以續期的事宜，發表意見，但在互聯網開拓投注服務的情況除外；
- 就有關設立及操作廣播系統、有線電視系統及衛星廣播系統的許可申請，進行分析及發表意見；
- 監察公共電信網絡經營者（下稱網絡經營者）及公用電信服務提供者（下稱服務提供者）所提供服務的質素、訂價及收費；
- 監察有關在樓宇內安裝電信基礎設施及連接公共電信網絡的制度所載規定的遵守情況；
- 確保根據適用的本地及國際法律規定管理及監察無線電頻譜；
- 確保無線電服務的協調及監管工作；
- 編製無線電頻譜劃分總表，安排衛星軌道位置的使用，以及制定編號方案及其他電信資源的規劃，並將之呈交上級審批；
- 管理及促使有效合理地使用電信資源；
- 確保電信普遍服務的存在及運作；
- 訂定電信器材及設備的技術標準，並予以規範、核准、認可、監管及檢測；
- 應當事方的請求，根據市場的發展動向靈活迅速地解決電信經營者之間的利益衝突；
- 負責無線電操作員執照的發出、續期及確認的程序；
- 與其他公共及私人實體合作，向企業及市民推廣資訊科技的應用；
- 就網絡經營者、服務提供者、其他企業、機關或自然人作出違反與電信活動有關的法律、規章、牌照或合同的規定的行為，向主管實體提交有關的行政處分建議書；
- 執行十一月三日第48/86/M號法令核准的無線電通訊服務行政制度所規範的一切行為的行政程序，並作出決定，但僅以沒有其他明文規定的情況為限；
- 根據電子文件及電子簽名的法律制度的規定，認可及監察認證實體；
- 協助政府制定電信及資訊科技領域的政策，並研究有關事宜；
- 向網絡經營者及服務提供者發出規範性指引，以確保電信活動有系統地發展；
- 履行法律賦予的其他職責。

另外，電信管理局亦負責監管互聯網牌照的發放、對外通訊設備的架設等事項。而澳門專屬域名“.mo”則由澳門大學負責發放和管理。

## 組織法例
- 第5/2006號行政法規（2006年4月10日《澳門特別行政區公報》)電信管理局的組織及運作。
- 第73/2010號行政命令（2010年8月2日《澳門特別行政區公報》)電信管理局的人員編制。

## 組織架構
- 局長、副局長
  - 行政財政處
  - 資訊科技發展處
  - 電信活動管理廳
    - 規管事務處
    - 競爭促進處

  - 電信技術及資源管理廳
    - 電信資源管理處
    - 電信標準及技術處

### 局長
- 陶永強（2000年6月30日─2013年10月15日）
- 許志樑（2013年10月16日─2016年12月31日，其中2015年1月15日之前為代局長）

## 外部連結
| 成立 原因： （參考：#歷史）           | 澳門電信暨資訊科技發展辦公室 | 繼任： · 澳門電信管理局 |
| 前任： · 澳門電信暨資訊科技發展辦公室 | 澳門電信管理局               | 繼任： · 澳門郵電局     |